# Ryan Brobbel
Ryan Brobbel (Hartlepool, 5 marzo 1993) è un calciatore nordirlandese, centrocampista del The New Saints.

## Carriera

### Club
In carriera ha giocato 21 partite di qualificazione alle coppe europee, di cui 15 per la Champions League, 4 per l'Europa League e 2 per la Conference League, tutte con i The New Saints.

### Nazionale
Ha giocato nelle nazionali giovanili nordirlandesi Under-17, Under-19 ed Under-21.

## Palmarès

### Club

#### Competizioni nazionali
- Campionato gallese: 6

The New Saints: 2016-2017, 2017-2018, 2018-2019, 2021-2022, 2022-2023, 2023-2024, 2024-2025
- Coppa di Lega gallese: 4

The New Saints: 2016-2017, 2017-2018, 2023-2024, 2024-2025
- Coppa del Galles: 4

The New Saints: 2018-2019, 2021-2022, 2022-2023, 2024-2025